# Angora (kat)
 For alternative betydninger, se Angora. (Se også artikler, som begynder med Angora)
Angora er en katterace, der blev udviklet i Tyrkiet  og var resultatet af en krydsning mellem rødbrun abyssinier og en chokolademaskeret, lysebrun siameser. Tyrkiske angoras er en af de ældste naturlige katteracer, som stammer fra det centrale Anatolien (det moderne Tyrkiet, Ankara-regionen). Racen er blevet dokumenteret så tidligt som i det 17. århundrede. Racen omtales også nogle gange blot som Angora' eller Ankara-kat'. Den er langhåret og kaldes også oriental longhair, javaneser og mandarin.